# Kana-Damodar
Kana-Damodar és un riu del districte d'Hooghly o Hugli a Bengala Occidental que antigament fou una de les principals derivacions de les moltes que tenia el riu Damodar dins el districte; modernament ha perdut importància; surt del Damodar prop del lloc on surt també el Kana-Nadi i corre paral·lel al Damodar cap al sud; a la part inferior se l'anomena Kansona i entra al Hugli a uns 8 km abans de Raipur i 2 km al nord d'Ulubaria.